# Большая Ашка
Большая Ашка  — река на Среднем Урале, приток Межевой Утки. Протекает по землям Горноуральского городского округа и муниципального образования «город Нижний Тагил» Свердловской области России.
Впадает в Межевую Утку справа, в 45 км от её устья, примерно в 4 километрах ниже по её течению посёлка Висимо-Уткинск.
Длина реки — 38 км. Площадь бассейна — 344 км².

## География
Река течёт от истока сначала на север, затем на юго-запад и юг, принимая ряд притоков, основные из них (км от устья):
- 17 км: Северная (пр.)
- 22 км: Омутная(лв.)
- 22 км: Бражная (пр.)
- 25 км: Малая Ашка (пр.)

Высота уреза воды в устье — 256 метров над уровнем моря.